# Mistrzostwa Europy w Piłce Siatkowej Mężczyzn 2026
Ten artykuł dotyczy przyszłego wydarzenia sportowego. Informacje w nim zawarte zmienią się w przyszłości.
Mistrzostwa Europy w piłce siatkowej mężczyzn 2026 – 34. edycja mistrzostw Europy, organizowanych w cyklu dwuletnim pod egidą CEV. 5 grudnia 2022 roku ogłoszono, że pierwszym z państw-gospodarzy turnieju będzie Rumunia. W 2023 roku organ wykonawczy FIVB zatwierdził kalendarz rozgrywek siatkarskich, w którym mistrzostwa kontynentalne mają zostać przeniesione na 2026 rok. 26 lutego 2024 poinformowano, że drugim gospodarzem imprezy będzie Bułgaria. 14 marca 2024 zatwierdzono Finlandię jako trzeciego gospodarza czempionatu. 25 marca 2024 ostatnim krajem-gospodarzem turnieju zostały ogłoszone Włochy.

## Eliminacje i uczestnicy

### Zakwalifikowane drużyny
| Reprezentacja | Podstawa kwalifikacyjna                  | Data kwalifikacji | Liczba występów | Mistrzostwa 2023 | Najlepszy wynik                            |
| ------------- | ---------------------------------------- | ----------------- | --------------- | ---------------- | ------------------------------------------ |
| Rumunia       | Gospodarz                                | 5 grudnia 2022    | 18              | 7. miejsce       | (1963)                                     |
| Bułgaria      | Gospodarz                                | 26 lutego 2024    | 31              | 15. miejsce      | (1951)                                     |
| Finlandia     | Gospodarz                                | 14 marca 2024     | 19              | 19. miejsce      | 4.miejsce (2007)                           |
| Włochy        | Gospodarz                                | 25 marca 2024     | 32              | 2. miejsce       | (2021, 2005, 2003, 1999, 1995, 1993, 1989) |
| Polska        | Mistrz Europy 2023                       | 16 września 2023  | 29              | Mistrzostwo      | (2009, 2023)                               |
| Słowenia      | 3. miejsce na Mistrzostwach Europy 2023  | 16 września 2023  | 7               | 3. miejsce       | (2021, 2015, 2019)                         |
| Francja       | 4. miejsce na Mistrzostwach Europy 2023  | 16 września 2023  | 31              | 4. miejsce       | (2015)                                     |
| Holandia      | 5. miejsce na Mistrzostwach Europy 2023  | 16 września 2023  | 27              | 5. miejsce       | (1997)                                     |
| Serbia        | 6. miejsce na Mistrzostwach Europy 2023  | 16 września 2023  | 9               | 6. miejsce       | (2011, 2019)                               |
| Ukraina       | 8. miejsce na Mistrzostwach Europy 2023  | 16 września 2023  | 7               | 8. miejsce       | 6. miejsce (1993)                          |
| Niemcy        | 9. miejsce na Mistrzostwach Europy 2023  | 16 września 2023  | 19              | 9. miejsce       | (2017)                                     |
| Portugalia    | 10. miejsce na Mistrzostwach Europy 2023 | 16 września 2023  | 7               | 10. miejsce      | 4. miejsce (1948)                          |